# Vi är tokiga allihop
Vi är tokiga allihop (danska: Vi er allesammen tossede) är en dansk komedifilm från 1959 i regi av Sven Methling.

## Utmärkelser
Filmen vann Bodilpriset för bästa danska film 1960.

## Rollista i urval
- Kjeld Petersen - Alex Alexandersen
- Jessie Rindom - fru Alexandersen
- Dirch Passer - konduktör
- Preben Mahrt - kirurg
- Birgitte Reimer - Birthe Allexandersen
- Buster Larsen - Birthes bror
- Emil Hass Christensen - läkare
- Ole Monty - Mogensen
- Bjørn Puggaard-Müller - inspektör
- Carl Ottosen - polis
- Mogens Brandt - domare